# Jungermannia sphagnoides
Jungermannia sphagnoides là một loài Rêu trong họ Jungermanniaceae. Loài này được Schwägr. mô tả khoa học đầu tiên năm 1814.